# Скипуллинг

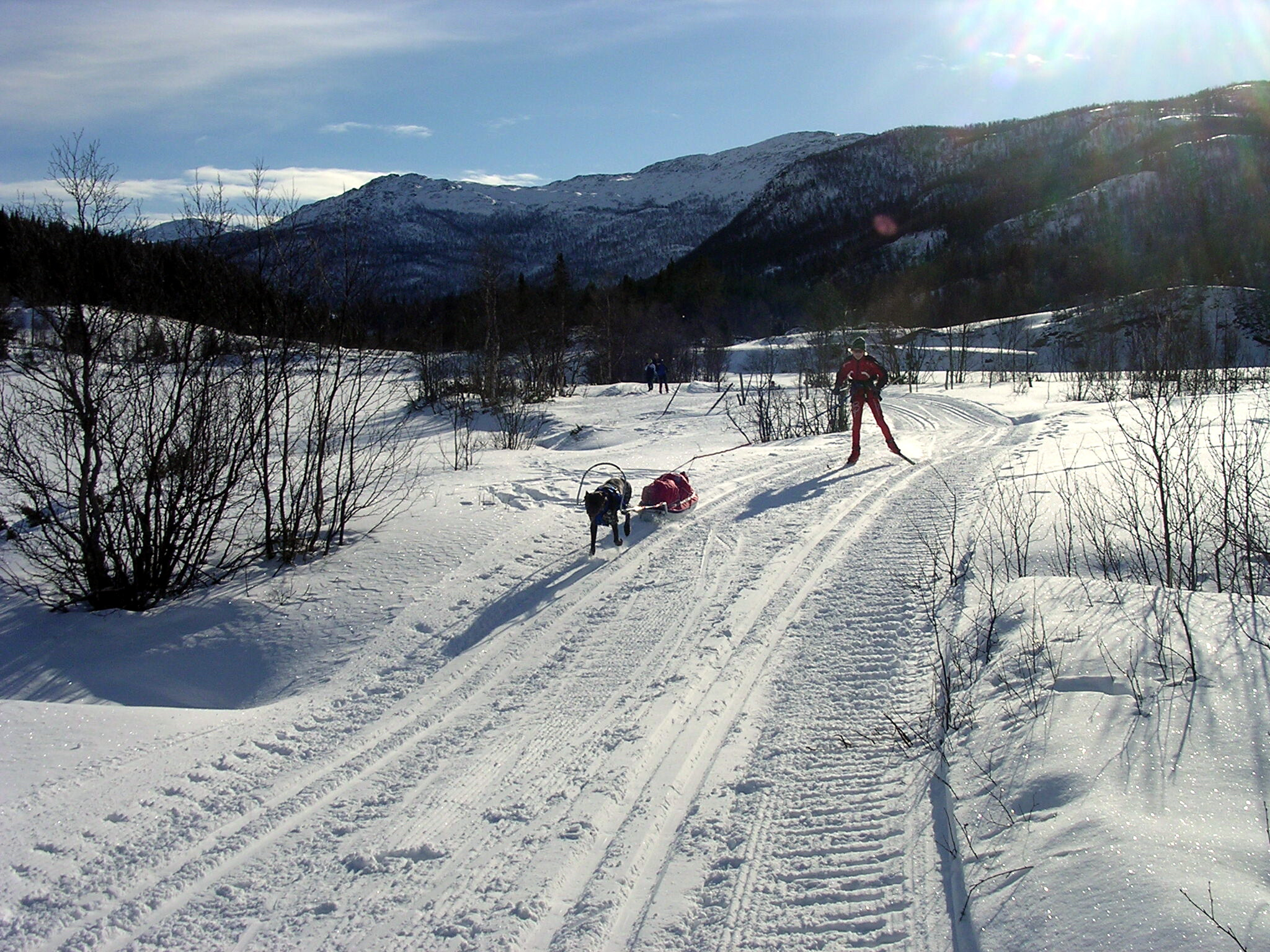
Скипуллинг с одной собакой

Скипуллинг — вид спорта с собакой, в котором несколько собак, запряженных друг за другом, везут с собой небольшие сани (пулку), соединенные специальным тросом с лыжником.

## История возникновения
Гонки на собачьих упряжках как вид спорта с правилами зародились в начале века на Аляске во времена «золотой лихорадки», хотя известно, что традиционные состязания собак проводились на Чукотке, Камчатке и в других местах.
Выявление сильнейших упряжек для жителей Севера России было необходимо, в отличие от Америки, где такие гонки являлись развлечением, а в середине 20-го века они превратились в отдельный вид спорта. Дистанция гонок — от 25 км в однодневных соревнованиях до 2000 км в марафонских гонках.

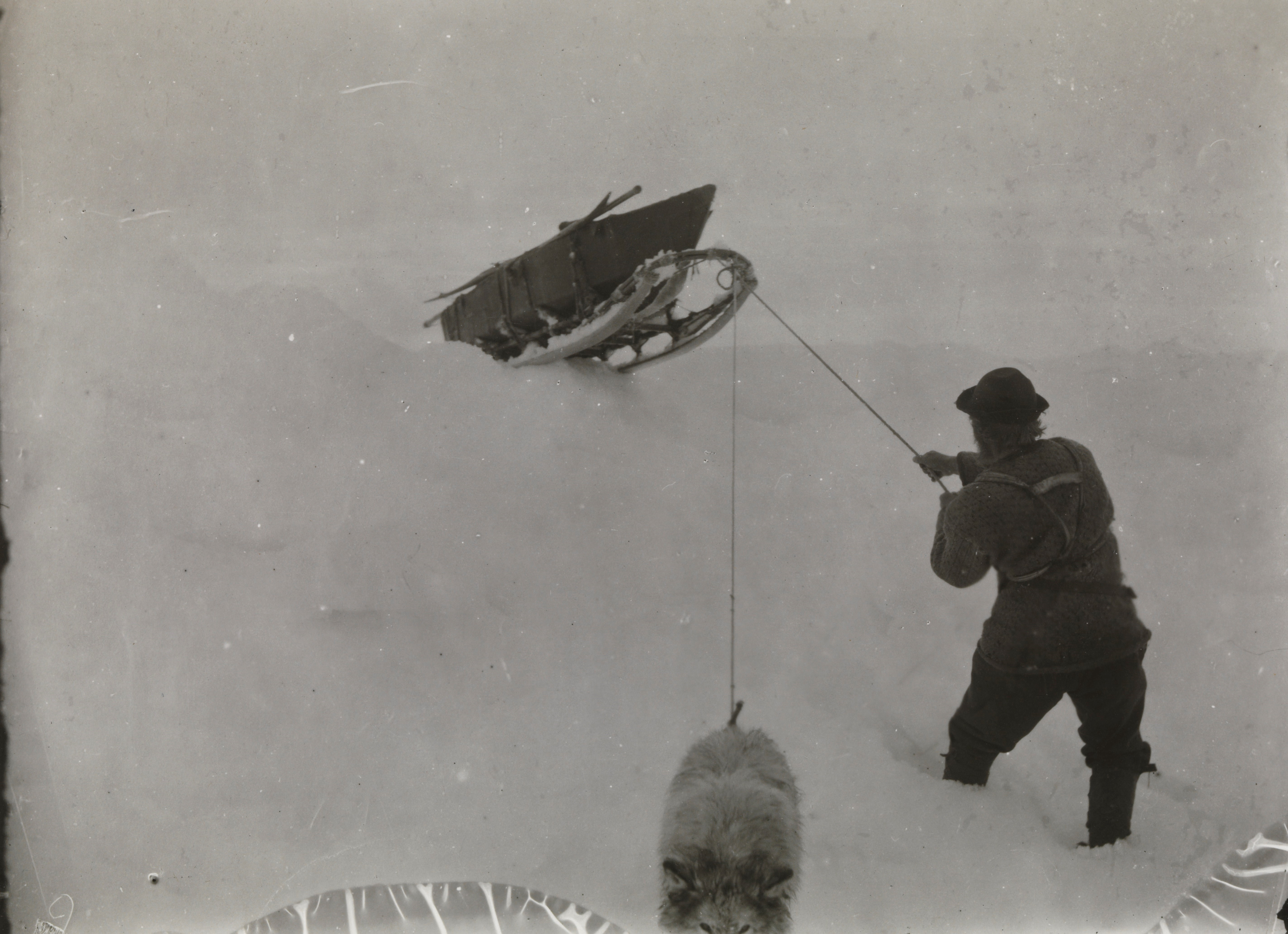
Спасение пулки, застрявшей в снегу

В эти же годы в Европе появился такой вид гонок на собаках как ски-пулка. Охотник уходил в лес на лыжах, впереди него бежала собака, которая везла небольшую нарту, соединяющуюся с поясом охотника шнуром длиной около двух метров. В нарте лежало снаряжение, необходимое охотнику в лесу, а также запас еды для охотника и собаки.
Считается, что ски-пулка — своими корнями уходит в традиционный промысел народов Скандинавии. Собираясь за добычей, охотник снаряжал с собой собачью упряжь — нарту (пулку) с набором всего необходимого для долгой охоты, включая питание собак, оружие и снаряжение. Перемещение по лесу происходило в сцепке охотника и упряжи, шнуром на расстоянии 2-х метров.
В Норвегии, Швеции и Финляндии, благодаря охотничьим корням этого вида спорта и специфическим национальным особенностям, чаще используются менее популярные в других регионах породы охотничьих собак: бракки, сеттеры, поинтеры. Так как они более приспособлены к одиночным гонкам и показывают лучшие скоростные показатели на коротких дистанциях. Однако, это связано с некоторыми сложностями: большинство из этих пород гладкошерстные или короткошерстные. Им требуются согревающие попоны до и после забегов, а также одеяла для сна на привалах. 

## Снаряжение
Согласно правилам по ездовому спорту к гоночной пулке и упряжке применяются следующие требования:
- Передние концы полозьев саней находятся между оглоблями.
- Полный вес пулки (пулка, оглобли, упряжь, пояс, шнур и дополнительный груз) рассчитывается по формуле:

Р1= Р2× 0,7Где:
Р1 — полный вес пулки.
Р2 — вес собаки (собак).
То есть вес груженой пулки должен составлять 70 % от веса собаки. Таким образом, пулка нивелирует разницу в силе собак у разных спортсменов (чем крупнее и мощнее пёс, тем больший груз ему придется везти).
- Полный вес уменьшается на 3 кг за каждую суку.
- Для достижения полного требуемого веса пулки, в нарте размещается дополнительный груз.
- Конструкция должна предусматривать надёжное закрепление дополнительного груза.

## Соревнования
Соревнования по скипуллингу проводятся с раздельными зачетами для мужчин и женщин. Стандартная дистанция для женщин 10 километров, для мужчин 15. По правилам пулку могут тянуть от одной до четырех собак, вес пулки регулируется по формуле, в зависимости от количества собак. 